# Цветомир Цанков
Цветомир Иванов Цанков (роден на 6 юни 1984 в София, България) е български футболист, играе като вратар и се състезава за Етър (Велико Търново).